# Macrogryphosaurus
Macrogryphosaurus là một chi khủng long, được Calvo Porfiri & Novas mô tả khoa học năm 2007.